# NHL (1967/1968)
Sezon NHL 1967/1968 był 51 sezonem ligi NHL. Dwanaście zespołów rozegrało 74 mecze. Puchar Stanleya zdobyła drużyna Montreal Canadiens. W tym sezonie z powodu konkurencji Western Hockey League władze ligi postanowiły poszerzyć ligę o sześć zespołów. Były to: Philadelphia Flyers, St. Louis Blues, Minnesota North Stars, Los Angeles Kings, Oakland Seals i Pittsburgh Penguins. Wszystkie nowe zespoły zostały umieszczone w dywizji zachodniej, a zespoły oryginalnej szóstki w dywizji wschodniej.

## Sezon zasadniczy
M = Mecze, W = Wygrane, P = Przegrane, R = Remisy, PKT = Punkty, GZ = Gole Zdobyte, GS = Gole Stracone, KwM = Kary w Minutach
| Dywizja wschodnia   | M  | W  | P  | R  | PKT | GZ  | GS  | KwM  |
| ------------------- | -- | -- | -- | -- | --- | --- | --- | ---- |
| Montreal Canadiens  | 74 | 42 | 22 | 10 | 94  | 236 | 167 | 700  |
| New York Rangers    | 74 | 39 | 23 | 12 | 90  | 226 | 183 | 673  |
| Boston Bruins       | 74 | 37 | 27 | 10 | 84  | 259 | 216 | 1043 |
| Chicago Black Hawks | 74 | 32 | 26 | 16 | 80  | 212 | 222 | 606  |
| Toronto Maple Leafs | 74 | 33 | 31 | 10 | 76  | 209 | 176 | 634  |
| Detroit Red Wings   | 74 | 27 | 35 | 12 | 66  | 245 | 257 | 759  |

| Dywizja zachodnia     | M  | W  | P  | R  | PKT | GZ  | GS  | KwM |
| --------------------- | -- | -- | -- | -- | --- | --- | --- | --- |
| Philadelphia Flyers   | 74 | 31 | 32 | 11 | 73  | 173 | 179 | 987 |
| Los Angeles Kings     | 74 | 31 | 33 | 10 | 72  | 200 | 224 | 810 |
| St. Louis Blues       | 74 | 27 | 31 | 16 | 70  | 177 | 191 | 792 |
| Minnesota North Stars | 74 | 27 | 32 | 15 | 69  | 191 | 226 | 738 |
| Pittsburgh Penguins   | 74 | 27 | 34 | 13 | 67  | 195 | 216 | 554 |
| Oakland Seals         | 74 | 15 | 42 | 17 | 47  | 153 | 219 | 787 |

### Najlepsi strzelcy
| Zawodnik        | Drużyna             | Mecze | Bramki | Asysty | Punkty | Kary w minutach |
| --------------- | ------------------- | ----- | ------ | ------ | ------ | --------------- |
| Stan Mikita     | Chicago Black Hawks | 72    | 40     | 47     | 87     | 14              |
| Phil Esposito   | Boston Bruins       | 74    | 35     | 49     | 84     | 21              |
| Gordie Howe     | Detroit Red Wings   | 74    | 39     | 43     | 82     | 53              |
| Jean Ratelle    | New York Rangers    | 74    | 32     | 46     | 78     | 18              |
| Rod Gilbert     | New York Rangers    | 74    | 29     | 48     | 77     | 12              |
| Bobby Hull      | Chicago Black Hawks | 71    | 44     | 31     | 75     | 39              |
| Norm Ullman     | Toronto Maple Leafs | 71    | 35     | 37     | 72     | 28              |
| Alex Delvecchio | Detroit Red Wings   | 74    | 22     | 48     | 70     | 14              |
| John Bucyk      | Boston Bruins       | 72    | 30     | 39     | 69     | 8               |
| Ken Wharram     | Chicago Black Hawks | 74    | 27     | 42     | 69     | 18              |

## Playoffs

### Ćwierćfinły
| Montreal Canadiens – Boston Bruins | Montreal Canadiens – Boston Bruins | Montreal Canadiens – Boston Bruins | Montreal Canadiens – Boston Bruins | Montreal Canadiens – Boston Bruins | Montreal Canadiens – Boston Bruins | Montreal Canadiens – Boston Bruins |
| Data                               | Wyjazd                             | Wyjazd                             | Dom                                | Dom                                |                                    |                                    |
| ---------------------------------- | ---------------------------------- | ---------------------------------- | ---------------------------------- | ---------------------------------- | ---------------------------------- | ---------------------------------- |
| 4 kwietnia                         | Boston                             | 1                                  | 2                                  | Montreal                           |                                    |                                    |
| 6 kwietnia                         | Boston                             | 3                                  | 5                                  | Montreal                           |                                    |                                    |
| 9 kwietnia                         | Montreal                           | 5                                  | 2                                  | Boston                             |                                    |                                    |
| 11 kwietnia                        | Montreal                           | 3                                  | 2                                  | Boston                             |                                    |                                    |
| Montreal wygrał 4:0                |                                    |                                    |                                    |                                    |                                    |                                    |

| New York Rangers – Chicago Blackhawks | New York Rangers – Chicago Blackhawks | New York Rangers – Chicago Blackhawks | New York Rangers – Chicago Blackhawks | New York Rangers – Chicago Blackhawks | New York Rangers – Chicago Blackhawks | New York Rangers – Chicago Blackhawks |
| Data                                  | Wyjazd                                | Wyjazd                                | Dom                                   | Dom                                   |                                       |                                       |
| ------------------------------------- | ------------------------------------- | ------------------------------------- | ------------------------------------- | ------------------------------------- | ------------------------------------- | ------------------------------------- |
| 4 kwietnia                            | Chicago                               | 1                                     | 3                                     | NY Rangers                            |                                       |                                       |
| 9 kwietnia                            | Chicago                               | 1                                     | 2                                     | NY Rangers                            |                                       |                                       |
| 11 kwietnia                           | NY Rangers                            | 4                                     | 7                                     | Chicago                               |                                       |                                       |
| 13 kwietnia                           | NY Rangers                            | 1                                     | 3                                     | Chicago                               |                                       |                                       |
| 14 kwietnia                           | Chicago                               | 2                                     | 1                                     | NY Rangers                            |                                       |                                       |
| 16 kwietnia                           | NY Rangers                            | 1                                     | 4                                     | Chicago                               |                                       |                                       |
| Chicago wygrało 4:2                   |                                       |                                       |                                       |                                       |                                       |                                       |

| Philadelphia Flyers – St. Louis Blues | Philadelphia Flyers – St. Louis Blues | Philadelphia Flyers – St. Louis Blues | Philadelphia Flyers – St. Louis Blues | Philadelphia Flyers – St. Louis Blues | Philadelphia Flyers – St. Louis Blues | Philadelphia Flyers – St. Louis Blues |
| Data                                  | Wyjazd                                | Wyjazd                                | Dom                                   | Dom                                   |                                       |                                       |
| ------------------------------------- | ------------------------------------- | ------------------------------------- | ------------------------------------- | ------------------------------------- | ------------------------------------- | ------------------------------------- |
| 4 kwietnia                            | St. Louis                             | 1                                     | 0                                     | Philadelphia                          |                                       |                                       |
| 6 kwietnia                            | St. Louis                             | 3                                     | 4                                     | Philadelphia                          |                                       |                                       |
| 10 kwietnia                           | Philadelphia                          | 2                                     | 3                                     | St. Louis                             | Po 2 dogrywkach                       |                                       |
| 11 kwietnia                           | Philadelphia                          | 2                                     | 5                                     | St. Louis                             |                                       |                                       |
| 13 kwietnia                           | St. Louis                             | 1                                     | 6                                     | Philadelphia                          |                                       |                                       |
| 16 kwietnia                           | Philadelphia                          | 2                                     | 1                                     | St. Louis                             | Po 2 dogrywkach                       |                                       |
| 18 kwietnia                           | St. Louis                             | 3                                     | 1                                     | Philadelphia                          |                                       |                                       |
| St. Louis wygrało 4:3                 |                                       |                                       |                                       |                                       |                                       |                                       |

| Los Angeles Kings – Minnesota North Stars | Los Angeles Kings – Minnesota North Stars | Los Angeles Kings – Minnesota North Stars | Los Angeles Kings – Minnesota North Stars | Los Angeles Kings – Minnesota North Stars | Los Angeles Kings – Minnesota North Stars | Los Angeles Kings – Minnesota North Stars |
| Data                                      | Wyjazd                                    | Wyjazd                                    | Dom                                       | Dom                                       |                                           |                                           |
| ----------------------------------------- | ----------------------------------------- | ----------------------------------------- | ----------------------------------------- | ----------------------------------------- | ----------------------------------------- | ----------------------------------------- |
| 4 kwietnia                                | Minnesota                                 | 1                                         | 2                                         | Los Angeles                               |                                           |                                           |
| 6 kwietnia                                | Minnesota                                 | 0                                         | 2                                         | Los Angeles                               |                                           |                                           |
| 9 kwietnia                                | Los Angeles                               | 5                                         | 7                                         | Minnesota                                 |                                           |                                           |
| 11 kwietnia                               | Los Angeles                               | 2                                         | 3                                         | Minnesota                                 |                                           |                                           |
| 13 kwietnia                               | Minnesota                                 | 2                                         | 3                                         | Los Angeles                               |                                           |                                           |
| 16 kwietnia                               | Los Angeles                               | 3                                         | 4                                         | Minnesota                                 | Po dogrywce                               |                                           |
| 18 kwietnia                               | Minnesota                                 | 9                                         | 4                                         | Los Angeles                               |                                           |                                           |
| Minnesota wygrała 4:3                     |                                           |                                           |                                           |                                           |                                           |                                           |

### Półfinały
| Montreal Canadiens – Chicago Blackhawks | Montreal Canadiens – Chicago Blackhawks | Montreal Canadiens – Chicago Blackhawks | Montreal Canadiens – Chicago Blackhawks | Montreal Canadiens – Chicago Blackhawks | Montreal Canadiens – Chicago Blackhawks | Montreal Canadiens – Chicago Blackhawks |
| Data                                    | Wyjazd                                  | Wyjazd                                  | Dom                                     | Dom                                     |                                         |                                         |
| --------------------------------------- | --------------------------------------- | --------------------------------------- | --------------------------------------- | --------------------------------------- | --------------------------------------- | --------------------------------------- |
| 18 kwietnia                             | Chicago                                 | 2                                       | 9                                       | Montreal                                |                                         |                                         |
| 20 kwietnia                             | Chicago                                 | 1                                       | 4                                       | Montreal                                |                                         |                                         |
| 23 kwietnia                             | Montreal                                | 4                                       | 2                                       | Chicago                                 |                                         |                                         |
| 25 kwietnia                             | Montreal                                | 1                                       | 2                                       | Chicago                                 |                                         |                                         |
| 28 kwietnia                             | Chicago                                 | 3                                       | 4                                       | Montreal                                |                                         |                                         |
| Montreal wygrał 4:1                     |                                         |                                         |                                         |                                         |                                         |                                         |

| St. Louis Blues – Minnesota North Stars | St. Louis Blues – Minnesota North Stars | St. Louis Blues – Minnesota North Stars | St. Louis Blues – Minnesota North Stars | St. Louis Blues – Minnesota North Stars | St. Louis Blues – Minnesota North Stars | St. Louis Blues – Minnesota North Stars |
| Data                                    | Wyjazd                                  | Wyjazd                                  | Dom                                     | Dom                                     |                                         |                                         |
| --------------------------------------- | --------------------------------------- | --------------------------------------- | --------------------------------------- | --------------------------------------- | --------------------------------------- | --------------------------------------- |
| 21 kwietnia                             | Minnesota                               | 3                                       | 5                                       | St. Louis                               |                                         |                                         |
| 22 kwietnia                             | Minnesota                               | 3                                       | 2                                       | St. Louis                               | Po dogrywce                             |                                         |
| 25 kwietnia                             | St. Louis                               | 1                                       | 5                                       | Minnesota                               |                                         |                                         |
| 27 kwietnia                             | St. Louis                               | 4                                       | 3                                       | Minnesota                               | Po dogrywce                             |                                         |
| 29 kwietnia                             | Minnesota                               | 2                                       | 3                                       | St. Louis                               | Po dogrywce                             |                                         |
| 1 maja                                  | St. Louis                               | 1                                       | 5                                       | Minnesota                               |                                         |                                         |
| 3 maja                                  | Minnesota                               | 1                                       | 2                                       | St. Louis                               | Po 2 dogrywkach                         |                                         |
| St. Louis wygrało 4:3                   |                                         |                                         |                                         |                                         |                                         |                                         |

### Finał Pucharu Stanleya
| Montreal Canadiens – St. Louis Blues         | Montreal Canadiens – St. Louis Blues | Montreal Canadiens – St. Louis Blues | Montreal Canadiens – St. Louis Blues | Montreal Canadiens – St. Louis Blues | Montreal Canadiens – St. Louis Blues | Montreal Canadiens – St. Louis Blues |
| Data                                         | Wyjazd                               | Wyjazd                               | Dom                                  | Dom                                  |                                      |                                      |
| -------------------------------------------- | ------------------------------------ | ------------------------------------ | ------------------------------------ | ------------------------------------ | ------------------------------------ | ------------------------------------ |
| 5 maja                                       | St. Louis                            | 2                                    | 3                                    | Montreal                             | Po dogrywce                          |                                      |
| 7 maja                                       | St. Louis                            | 0                                    | 1                                    | Montreal                             |                                      |                                      |
| 9 maja                                       | Montreal                             | 4                                    | 3                                    | St. Louis                            | Po dogrywce                          |                                      |
| 11 maja                                      | Montreal                             | 3                                    | 2                                    | St. Louis                            |                                      |                                      |
| Montreal wygrał 4:0 i zdobył Puchar Stanleya |                                      |                                      |                                      |                                      |                                      |                                      |

## Nagrody
| Art Ross Trophy:                | Stan Mikita, Chicago Blackhawks                                 |
| Calder Memorial Trophy:         | Derek Sanderson, Boston Bruins                                  |
| Hart Memorial Trophy:           | Stan Mikita, Chicago Blackhawks                                 |
| Lady Byng Memorial Trophy:      | Stan Mikita, Chicago Blackhawks                                 |
| Vezina Trophy:                  | Rogie Vachon & Gump Worsley, Montreal Canadiens                 |
| James Norris Memorial Trophy:   | Bobby Orr, Boston Bruins                                        |
| Bill Masterton Memorial Trophy: | Claude Provost, Montreal Canadiens                              |
| NHL Plus/Minus Award:           | Dallas Smith, Boston Bruins                                     |
| Lester Patrick Trophy:          | Thomas F. Lockhart, Walter A. Brown, General John R. Kilpatrick |